# ふしぎな話
『ふしぎな話』（ふしぎなはなし）は、2000年7月31日から8月25日までの月曜日から金曜日の午後1時30分 - 午後2時 (JST) 毎日放送（TBSテレビ系列）製作で、『ドラマ30』枠で放送されたテレビドラマ。

## 概要
「夏休みスペシャルドラマ」と銘打っていたことから、夏休み期間に対応した作品であり、5話完結の作品を4本（全4週・20回）放送した。『ドラマ30』では「ああ嫁姑」に続くオムニバス形式で、2000年代の昼ドラでは現在唯一の作品である。各週ごとに舞台（ロケ地）を北海道（第1週）、東京（第2週）、長野（第3週）、沖縄（第4週）と変えて収録を敢行し、ドラマ30では初になるハイビジョンカメラでの撮影が行われ（第2週を除く）、第1週と第4週は、他のJNN系放送局と共に製作されたものもある。
2000年年末には、リクエストの多かった2作品（「ゴーストティーチャー」「南の島の伝説」）の2時間再編集版が関西地区限定で放送された。ドラマ30でも一線を画した作品であったが、ビデオソフトやムックなどの書籍は発売されてない。

## オープニングテーマ
Whiteberry「夏祭り」
主題歌のPV映像をオープニングに挿入するタイアップをドラマ30では初めて行っている。クレジットタイトルとドラマの場面を所々PV映像に差し込んで乗せた感が強い。オリコン最高3位を記録し、ドラマ30主題歌としても初の大ヒット曲となった（2002年の『ドレミソラ』以降、PV映像とタイアップしているMBS制作のドラマ30作品が幾つかある）。

## カントリーロード
放送の第1週、7月31日 - 8月4日に放送。平均視聴率9.8%。所謂ロードムービー仕立てである。

### あらすじ
神戸に住む小学5年生の健太と純一は学習塾の夏期講習をサボり、親に内緒で受講費の持参金を使って新日本海フェリーで北海道の小樽に渡り、200km以上離れた健太の母方の祖父が営む浦河の競走馬の生産牧場へ自転車ツーリングで向かう。途中立ち寄った札幌郊外のラーメン店で手伝いをしたり、野宿をしながら目指すが、3日目に静内町で自転車がパンクしてしまい、ヒッチハイクで浦河へ。牧場には離婚した健太の実母と妹が身を寄せており、父親と復縁できないかと健太は切り出すが…。

一方、純一の持つPDA・DoCoMoエクシーレには、亡き父親を名乗る「無為 (MUI)」が襟裳岬へ呼び寄せるメールが道中届き、二人は襟裳岬へツーリングする。濃霧の襟裳岬で見たものは――

### キャスト
- 健太：伊藤雄城（劇団ひまわり）
- 純一：林一樹
- 健太の実母:熊谷真実
- 田中隆三
- 東野英心
- 黒部進
- 鈴木正幸
- 三田村賢二
- 秋保優衣

### スタッフ
- 脚本／国井桂
- 音楽／coba（劇中音楽、オープニングジングルを担当　第1週のみ）
- 広報宣伝／西澤和也
- 制作／青井邦臣
- プロデューサー／藪内広之、松田耕二・河村靖（HBC）
- 演出／松田耕二、金沢健司
- 制作著作／毎日放送、北海道放送

本作はHBC主導で製作が行われており、HBC本社スタジオで収録され、オープニングなどの字幕スーパーのフォントや出し方がほかの3エピソードとの違うところ等から窺える。

#### ロケ地
- 国道235号
- うらかわ優駿ビレッジAERU-健太と純一が浦河到着時に入浴する。当時は『浦河温泉』となっていた（後年に偽称と判明）。

## 三つのお願い
放送の第2週、8月7日 - 8月11日に放送。平均視聴率9.3%。

### あらすじ
小学生の女の子が担任の先生を好きになり、大人になりたいと願う。不思議なお店で「三つのお願い」が叶うオルゴールを手にする…。

### キャスト
- 武藤春香（石沢夏子）：小島可奈子
- 橋本敬司：つるの剛士
- 小川直美：三浦理恵子
- 武藤敬子：朝加真由美
- ふしぎなおじいさん：ミッキー・カーチス
- 井上奈々子：村田悠希
- 柴田美紀：宮崎彩加
- 武藤慎也：夏芽海
- 長橋良枝
- 小林百合子
- 細川明宏　ほか

### スタッフ
- 脚本／清本由紀
- 演出／皆元洋之助
- プロデューサー／藪内広之、上川栄
- 技術協力／フォーチュン、スタジオブル
- 制作／毎日放送、東通企画

## ゴーストティーチャー
放送の第3週、8月14日 - 8月18日に放送。平均視聴率9.0%。

### あらすじ
小学6年生の学習塾の夏合宿で現れた講師、久太郎が型破りな方法で、受験勉強とは違う勉強を夜中の廃校で教える。二度と戦争を起こさない人間を創るため塾を創業した、講師麻衣子（現役東大生）の祖母である雪は、久太郎は戦死した恋人ではないかと思いはじめる。

### キャスト
- 鈴木久太郎/俊作：岡田義徳
- 喜多川麻衣子/喜多川雪（幼少時代）：松田純
- 喜多川義郎：斉藤暁
- 中田剛：福原和希
- 美香：榎園実穂
- 喜多川雪（現代）：鳳八千代
- 松尾貴史
- 熊淵卓
- 高瀬峻
- 戸田克樹
- 大沢あかね

### スタッフ
- 脚本／友澤晃一
- プロデューサー／藪内広之、亀井弘明
- 演出／竹園元
- 制作協力／MBS企画
- 製作著作／毎日放送

### 挿入歌
- Sugar Soul-「respectyourself」
- libera-アルバム「libera」

## 南の島の伝説（いいつたえ）
放送の第4週、8月21日 - 8月25日に放送。平均視聴率8.6%。

### あらすじ
拓也と亜樹の兄妹は、母・洋子と共にその実家である宮古島へ帰省する。その後、亜樹に前世の記憶がよみがえってきて、島の伝説についてを語り出す。亜樹は自身の祖母の生まれ変わり。しかしその記憶が残っているのは生後50週という言い伝えがあった。そのことを知った祖父が、おばあさんが生きていたころにプレゼントすると約束していた『天女の羽衣』を、記憶が消えてしまう前に渡すため、ニライカナイと呼ばれる地へ…

### キャスト
- 源三：夏八木勲
- 隆：高杢禎彦
- 洋子：沖直未
- 美咲：勝野雅奈恵
- 亜樹：中尾洋子
- 拓也：青木優典
- 山城佑太
- 仲本賢吾
- 宮城祐希

### スタッフ
- 脚本／江頭美智留
- 制作／毎日放送、東通企画　制作協力／琉球放送

### 挿入歌
- 下地暁「太陽の歌」

| MBS・CBC ドラマ30             | MBS・CBC ドラマ30 | MBS・CBC ドラマ30 |
| 前番組                        | 番組名            | 次番組            |
| ----------------------------- | ----------------- | ----------------- |
| キッズ・ウォー2〜ざけんなよ〜 | ふしぎな話        | ディア・ゴースト  |